# Guerra da Sucessão Espanhola
A Guerra da Sucessão Espanhola ocorreu entre 1701 e 1714, envolvendo diversas monarquias europeias em torno dos direitos de sucessão da Coroa espanhola. Após a morte do rei Carlos II, que não deixara herdeiros, terminava a "Dinastia dos Áustria", ramo espanhol da Casa de Habsburgo. Com o falecimento precoce de seu sobrinho, José Fernando, Príncipe da Baviera, subiu ao trono espanhol Filipe de Anjou, neto de Luís XIV de França dando início à Dinastia Bourbon na Espanha.
Uma vez que os Bourbon teriam, além da França, poder sobre a Espanha e suas conquistas, as demais potências europeias recearam os efeitos da união de dois reinos tão poderosos sob a mesma dinastia. A preocupação vinha sobretudo por parte da Inglaterra, rival da França na disputa pela hegemonia europeia e nos espaços ultramarinos. O domínio espanhol dos Bourbon poderia alterar as dinâmicas e os balanços das relações tanto políticas quanto comerciais, o que dificultaria uma possível hegemonia inglesa. Ao mesmo tempo, a França temia uma união entre Espanha e Áustria sob as mãos de um mesmo monarca Habsburgo, como reivindicava o Imperador Leopoldo I em favor de seu filho, o Arquiduque Carlos. Assim, em 1701, o conflito motivado pela crise sucessória da Espanha culminou em uma guerra entre monarquias europeias.
A guerra se inicia em 1701, porém é oficializada em 1702 quando a Grande Aliança declara guerra contra a França. As batalhas se iniciaram no norte da Itália, mas se desdobraram por muitos outros territórios europeus, além de gerar conflitos na América como nas disputas territoriais entre os portugueses e espanhóis em torno da Colônia de Sacramento, na América do Sul. Assim como ocorreram muitas batalhas importantes, como a pela conquista de Gibraltar em 1704.
Houve várias tentativas de apaziguamento entre os reinos envolvidos na guerra, sendo a mais efetiva delas o Tratado de Utrecht, assinado em 1713. Entretanto, o cessar-fogo definitivo só foi estabelecido em 1714.

## Antecedentes

### A crise sucessória na Espanha

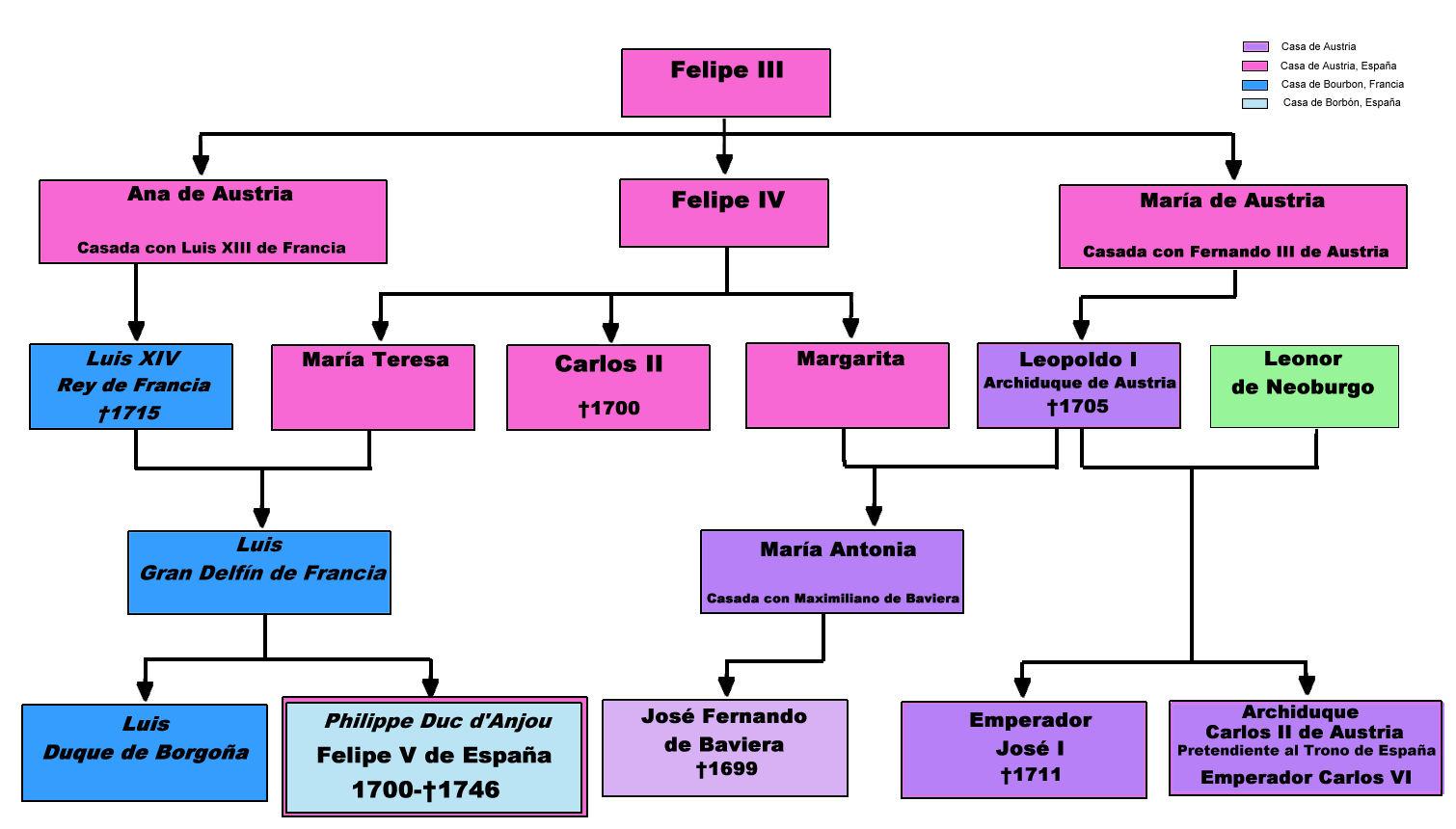
Árvore genealógica de Filipe V.

Antes mesmo da Guerra de Sucessão, a monarquia espanhola já estava em crise. O rei Carlos II sofria de doenças crônicas desde a infância e não deixou herdeiros. Fato preocupante, e que se agravou com a morte da rainha Maria Luísa d’Orleans em 1689. Seis meses depois, casou-se com Maria Ana de Neuburgo, união que também não resultou em prover herdeiros para o trono.
Em 1690, a questão sobre a sucessão era amplamente debatida em toda a Europa. Luís XIV, da França, acreditava poder reivindicar o trono devido seu casamento com Maria Teresa, filha do rei Filipe IV e irmã de Carlos II. Entretanto, o tratado que levou ao casamento e o testamento de Filipe IV deixaram claro que a linhagem de Maria Teresa não tinha direito à linha sucessória da Espanha. Ao mesmo tempo, o Imperador Leopoldo I da Áustria também reivindicava o trono da Espanha, tanto pelo seu casamento com outra irmã de Carlos II, Margarida Teresa — que também perdeu seus direitos à linha sucessória com o casamento — quanto por ser neto do rei Filipe III da Espanha.
Em junho de 1700, o rei Carlos II e o seu conselho definiram que todo o reino da Espanha seria deixado ao neto de Luís XIV, sem, entretanto, a possibilidade de unificação das duas coroas. Essa decisão foi formalizada no testamento de Carlos II, em 3 de outubro de 1700, que quase um mês depois faleceu.

### Cenário Internacional
Ainda no final do século XVII, a Guerra dos Nove Anos mostrava que a Espanha não foi capaz de proteger as fronteiras dos seus territórios nos Países Baixos, que sofreram diversos ataques por parte da França. Nesse contexto, a crise sucessória espanhola refletia diretamente nos Países Baixos. Precisavam de uma monarquia forte, capaz de defender a região de futuras investidas francesas.
Ao mesmo tempo, havia a questão econômica e comercial, que afetava não só os Países Baixos como também a Inglaterra; ambos comercializavam com as colônias espanholas, exportando produtos em troca de prata. Essa troca comercial, apesar de essencial para a economia dos dois países, era ilegal e poderia ser interrompida caso o imperialismo espanhol se fortalecesse com a nova dinastia. A França também realizava trocas comerciais ilegais com as colônias espanholas, especialmente com as colônias da América do Sul.
A Áustria, por sua vez, temia que, com a ascensão de um herdeiro francês ao trono da Espanha, a França teria domínio sobre as regiões vizinhas da Áustria, como o ducado de Milão, pertencente à Espanha, o que poderia representar um perigo ao Império, visto os ataques de Luís XIV à outros reinos da Europa, como os Países Baixos. Isso levou o imperador Leopoldo I a assinar, em 1668, um acordo secreto com o rei Luís XIV, dividindo previamente entre si os domínios espanhóis. Foi definido que, se Carlos II morresse sem deixar herdeiros, o Imperador ficaria com a Espanha, as Índias, as colônias na América e o norte da Itália, enquanto o rei francês ficaria com os Países Baixos, o Franco-Condado, as Filipinas, Navarre, Nápoles e a costa norte-africana. Esse tratado justificou os ataques de Luís XIV aos Países Baixos em 1667, assim como a invasão ao Franco-Condado em 1668.
Através do Tratado de Ryjswijk, foi estabelecida a paz entre a França e os membros da Grande Aliança, dentre os quais estavam Espanha, Inglaterra, Países Baixos e Áustria. Com o fim da Guerra dos Nove Anos, cessavam também as investidas francesas à porção espanhola dos Países Baixos, mas isso não era suficiente para garantir a segurança de suas fronteiras; de fato, não houve nenhuma tentativa por parte da coroa espanhola de reforçar suas defesas.
Nesse momento, porém, a saúde de Carlos II já se deteriorava, atraindo a atenção das demais monarquias europeias para a crise sucessória hispânica. Luís XIV e Guilherme III, da Inglaterra, se uniram para resolver a crise sucessória de forma diplomática. Em outubro de 1698, Foi assinado o primeiro Tratado de Partição entre França, Inglaterra e Países Baixos, que dividia mais uma vez os domínios espanhóis entre as monarquias europeias. Segundo o Tratado, o reino da Espanha (junto das Índias, os Países Baixos e a Sardenha) passaria para José Fernando, príncipe da Baviera, que não representava uma grande potência no cenário internacional europeu. O delfim francês herdaria Nápoles, Sicília e a província de Guipúscoa, na região Basca. Por fim, o arquiduque Carlos, segundo filho do Imperador Austríaco ficaria com o ducado de Milão. Dessa forma, eliminava-se a possibilidade de que, através do trono espanhol, a Europa seria dominada por uma potência francesa ou austríaca.
A Espanha, porém, não aceitou o tratado, e em resposta, Carlos II faz um testamento em novembro do mesmo ano, deixando todos os domínios da Espanha para o príncipe da Baviera. Entretanto, o testamento nunca foi colocado em prática, já que, em fevereiro de 1699, o príncipe José Fernando da Baviera faleceu.
Assim, em 1700, era assinado o segundo tratado de partição, também conhecido como Tratado de Londres. Através dele, os domínios que seriam passados ao príncipe da Baviera, junto à porção espanhola dos Países Baixos, seriam herdadas pelo arquiduque austríaco, enquanto o delfim francês receberia os domínios espanhóis na Itália, com exceção de Milão, que passaria para o sobrinho do Imperador, o duque de Lorraine, que em troca daria seu ducado ao príncipe francês. Entretanto, Leopoldo I recusou o tratado, e voltou sua atenção para as possíveis medidas que poderia tomar caso a partição não fosse efetuada.
Na Espanha, a saúde do rei Carlos piorava cada vez mais. Portocarrero, arcebispo de Toledo, passou a pressionar a corte, afirmando que apenas a França teria força suficiente para preservar a monarquia espanhola. Ao mesmo tempo, a Regência Junta recomendava que a Espanha tivesse um único herdeiro, o segundo filho do delfim francês, duque Filipe de Anjou. Outra forte influência era o Papa Inocêncio XII, que foi consultado pela corte espanhola e também respondeu a favor do duque de Anjou.
Assim, em outubro de 1700, o rei fez um novo testamento em favor de Filipe de Anjou, neto de Luís XIV.
| \| \| \| \| \| \| \| \| \| \| \| \| \| \| \| \| \| Filipe III Rei de Espanha (1578–1621) \| Filipe III Rei de Espanha (1578–1621) \| Filipe III Rei de Espanha (1578–1621) \| Filipe III Rei de Espanha (1578–1621) \| Filipe III Rei de Espanha (1578–1621) \| Filipe III Rei de Espanha (1578–1621) \| \| \| Margarida Rainha de Espanha (1584–1611) \| Margarida Rainha de Espanha (1584–1611) \| Margarida Rainha de Espanha (1584–1611) \| Margarida Rainha de Espanha (1584–1611) \| Margarida Rainha de Espanha (1584–1611) \| Margarida Rainha de Espanha (1584–1611) \| \| \| \| \| \| \| \| \| \| \| \| \| \| \| \| \| \| \| \| \| \| \| \| \| \| \| \| \| \| \| \| \| \| \| \| Filipe III Rei de Espanha (1578–1621) \| Filipe III Rei de Espanha (1578–1621) \| Filipe III Rei de Espanha (1578–1621) \| Filipe III Rei de Espanha (1578–1621) \| Filipe III Rei de Espanha (1578–1621) \| Filipe III Rei de Espanha (1578–1621) \| \| \| Margarida Rainha de Espanha (1584–1611) \| Margarida Rainha de Espanha (1584–1611) \| Margarida Rainha de Espanha (1584–1611) \| Margarida Rainha de Espanha (1584–1611) \| Margarida Rainha de Espanha (1584–1611) \| Margarida Rainha de Espanha (1584–1611) \| \| \| \| \| \| \| \| \| \| \| \| \| \| \| \| \| \| \| \| \| \| \| \| \| \| \| \| \| \| \| \| \| \| \| \| \| \| \| \| \| \| \| \| \| \| \| \| \| \| \| \| \| \| \| \| \| \| \| \| \| \| \| \| \| \| \| \| \| \| \| \| \| \| \| \| \| \| \| \| \| \| \| \| \| \| \| \| \| \| \| \| \| \| \| \| \| \| \| \| \| \| \| \| \| \| \| \| \| \| \| \| \| \| \| \| \| \| \| \| \| \| \| \| \| \| \| \| \| \| \| \| \| \| \| \| \| \| \| \| \| \| Fernando III Sacro Imperador Romano (1608–1657) \| Fernando III Sacro Imperador Romano (1608–1657) \| Fernando III Sacro Imperador Romano (1608–1657) \| Fernando III Sacro Imperador Romano (1608–1657) \| Fernando III Sacro Imperador Romano (1608–1657) \| Fernando III Sacro Imperador Romano (1608–1657) \| \| \| Maria Ana Imperatriz Romano-Germânica (1606–1646) \| Maria Ana Imperatriz Romano-Germânica (1606–1646) \| Maria Ana Imperatriz Romano-Germânica (1606–1646) \| Maria Ana Imperatriz Romano-Germânica (1606–1646) \| Maria Ana Imperatriz Romano-Germânica (1606–1646) \| Maria Ana Imperatriz Romano-Germânica (1606–1646) \| \| \| \| \| \| \| \| \| \| \| \| \| \| \| \| \| \| \| \| \| \| \| \| \| \| \| \| \| \| \| \| \| \| \| \| Fernando III Sacro Imperador Romano (1608–1657) \| Fernando III Sacro Imperador Romano (1608–1657) \| Fernando III Sacro Imperador Romano (1608–1657) \| Fernando III Sacro Imperador Romano (1608–1657) \| Fernando III Sacro Imperador Romano (1608–1657) \| Fernando III Sacro Imperador Romano (1608–1657) \| \| \| Maria Ana Imperatriz Romano-Germânica (1606–1646) \| Maria Ana Imperatriz Romano-Germânica (1606–1646) \| Maria Ana Imperatriz Romano-Germânica (1606–1646) \| Maria Ana Imperatriz Romano-Germânica (1606–1646) \| Maria Ana Imperatriz Romano-Germânica (1606–1646) \| Maria Ana Imperatriz Romano-Germânica (1606–1646) \| \| \| \| \| \| \| \| \| \| \| \| \| \| \| \| \| \| \| \| \| \| \| \| \| \| \| \| \| \| \| \| \| \| \| \| \| \| \| \| \| \| \| \| \| \| \| \| \| \| \| \| \| \| \| \| \| \| \| \| \| \| \| \| \| \| \| \| \| \| \| \| \| \| \| \| \| \| \| \| \| \| \| \| \| \| \| \| \| \| \| \| \| \| \| \| \| \| \| \| \| \| \| \| \| \| \| \| \| \| Ana Rainha de França (1601–1666) \| Ana Rainha de França (1601–1666) \| Ana Rainha de França (1601–1666) \| Ana Rainha de França (1601–1666) \| Ana Rainha de França (1601–1666) \| Ana Rainha de França (1601–1666) \| \| \| Isabel Rainha de Espanha (1602–1644) \| Isabel Rainha de Espanha (1602–1644) \| Isabel Rainha de Espanha (1602–1644) \| Isabel Rainha de Espanha (1602–1644) \| Isabel Rainha de Espanha (1602–1644) \| Isabel Rainha de Espanha (1602–1644) \| \| \| Filipe IV Rei de Espanha (1605–1665) \| Filipe IV Rei de Espanha (1605–1665) \| Filipe IV Rei de Espanha (1605–1665) \| Filipe IV Rei de Espanha (1605–1665) \| Filipe IV Rei de Espanha (1605–1665) \| Filipe IV Rei de Espanha (1605–1665) \| \| \| Maria Ana Rainha de Espanha (1635–1696) \| Maria Ana Rainha de Espanha (1635–1696) \| Maria Ana Rainha de Espanha (1635–1696) \| Maria Ana Rainha de Espanha (1635–1696) \| Maria Ana Rainha de Espanha (1635–1696) \| Maria Ana Rainha de Espanha (1635–1696) \| \| \| \| \| \| \| \| \| \| \| \| \| \| \| \| \| \| \| \| Ana Rainha de França (1601–1666) \| Ana Rainha de França (1601–1666) \| Ana Rainha de França (1601–1666) \| Ana Rainha de França (1601–1666) \| Ana Rainha de França (1601–1666) \| Ana Rainha de França (1601–1666) \| \| \| Isabel Rainha de Espanha (1602–1644) \| Isabel Rainha de Espanha (1602–1644) \| Isabel Rainha de Espanha (1602–1644) \| Isabel Rainha de Espanha (1602–1644) \| Isabel Rainha de Espanha (1602–1644) \| Isabel Rainha de Espanha (1602–1644) \| \| \| Filipe IV Rei de Espanha (1605–1665) \| Filipe IV Rei de Espanha (1605–1665) \| Filipe IV Rei de Espanha (1605–1665) \| Filipe IV Rei de Espanha (1605–1665) \| Filipe IV Rei de Espanha (1605–1665) \| Filipe IV Rei de Espanha (1605–1665) \| \| \| Maria Ana Rainha de Espanha (1635–1696) \| Maria Ana Rainha de Espanha (1635–1696) \| Maria Ana Rainha de Espanha (1635–1696) \| Maria Ana Rainha de Espanha (1635–1696) \| Maria Ana Rainha de Espanha (1635–1696) \| Maria Ana Rainha de Espanha (1635–1696) \| \| \| \| \| \| \| \| \| \| \| \| \| \| \| \| \| \| \| \| \| \| \| \| \| \| \| \| \| \| \| \| \| \| \| \| \| \| \| \| \| \| \| \| \| \| \| \| \| \| \| \| \| \| \| \| \| \| \| \| \| \| \| \| \| \| \| \| \| \| \| \| \| \| \| \| \| \| \| \| \| \| \| \| \| \| \| \| \| \| \| \| \| \| \| \| \| \| \| \| \| \| \| \| \| \| \| \| \| \| \| \| \| \| \| \| \| \| Luís XIV Rei de França (1638–1715) \| Luís XIV Rei de França (1638–1715) \| Luís XIV Rei de França (1638–1715) \| Luís XIV Rei de França (1638–1715) \| Luís XIV Rei de França (1638–1715) \| Luís XIV Rei de França (1638–1715) \| \| \| Maria Teresa Rainha de França (1638–1683) \| Maria Teresa Rainha de França (1638–1683) \| Maria Teresa Rainha de França (1638–1683) \| Maria Teresa Rainha de França (1638–1683) \| Maria Teresa Rainha de França (1638–1683) \| Maria Teresa Rainha de França (1638–1683) \| \| \| Carlos II Rei de Espanha (1661–1700) \| Carlos II Rei de Espanha (1661–1700) \| Carlos II Rei de Espanha (1661–1700) \| Carlos II Rei de Espanha (1661–1700) \| Carlos II Rei de Espanha (1661–1700) \| Carlos II Rei de Espanha (1661–1700) \| \| \| Margarida Teresa Imperatriz Romano-Germânica (1651–1673) \| Margarida Teresa Imperatriz Romano-Germânica (1651–1673) \| Margarida Teresa Imperatriz Romano-Germânica (1651–1673) \| Margarida Teresa Imperatriz Romano-Germânica (1651–1673) \| Margarida Teresa Imperatriz Romano-Germânica (1651–1673) \| Margarida Teresa Imperatriz Romano-Germânica (1651–1673) \| \| \| Leopoldo I Sacro Imperador Romano (1640–1705) \| Leopoldo I Sacro Imperador Romano (1640–1705) \| Leopoldo I Sacro Imperador Romano (1640–1705) \| Leopoldo I Sacro Imperador Romano (1640–1705) \| Leopoldo I Sacro Imperador Romano (1640–1705) \| Leopoldo I Sacro Imperador Romano (1640–1705) \| \| \| Leonor Madalena Imperatriz Romano-Germânica (1655–1720) \| Leonor Madalena Imperatriz Romano-Germânica (1655–1720) \| Leonor Madalena Imperatriz Romano-Germânica (1655–1720) \| Leonor Madalena Imperatriz Romano-Germânica (1655–1720) \| Leonor Madalena Imperatriz Romano-Germânica (1655–1720) \| Leonor Madalena Imperatriz Romano-Germânica (1655–1720) \| \| \| \| Luís XIV Rei de França (1638–1715) \| Luís XIV Rei de França (1638–1715) \| Luís XIV Rei de França (1638–1715) \| Luís XIV Rei de França (1638–1715) \| Luís XIV Rei de França (1638–1715) \| Luís XIV Rei de França (1638–1715) \| \| \| Maria Teresa Rainha de França (1638–1683) \| Maria Teresa Rainha de França (1638–1683) \| Maria Teresa Rainha de França (1638–1683) \| Maria Teresa Rainha de França (1638–1683) \| Maria Teresa Rainha de França (1638–1683) \| Maria Teresa Rainha de França (1638–1683) \| \| \| Carlos II Rei de Espanha (1661–1700) \| Carlos II Rei de Espanha (1661–1700) \| Carlos II Rei de Espanha (1661–1700) \| Carlos II Rei de Espanha (1661–1700) \| Carlos II Rei de Espanha (1661–1700) \| Carlos II Rei de Espanha (1661–1700) \| \| \| Margarida Teresa Imperatriz Romano-Germânica (1651–1673) \| Margarida Teresa Imperatriz Romano-Germânica (1651–1673) \| Margarida Teresa Imperatriz Romano-Germânica (1651–1673) \| Margarida Teresa Imperatriz Romano-Germânica (1651–1673) \| Margarida Teresa Imperatriz Romano-Germânica (1651–1673) \| Margarida Teresa Imperatriz Romano-Germânica (1651–1673) \| \| \| Leopoldo I Sacro Imperador Romano (1640–1705) \| Leopoldo I Sacro Imperador Romano (1640–1705) \| Leopoldo I Sacro Imperador Romano (1640–1705) \| Leopoldo I Sacro Imperador Romano (1640–1705) \| Leopoldo I Sacro Imperador Romano (1640–1705) \| Leopoldo I Sacro Imperador Romano (1640–1705) \| \| \| Leonor Madalena Imperatriz Romano-Germânica (1655–1720) \| Leonor Madalena Imperatriz Romano-Germânica (1655–1720) \| Leonor Madalena Imperatriz Romano-Germânica (1655–1720) \| Leonor Madalena Imperatriz Romano-Germânica (1655–1720) \| Leonor Madalena Imperatriz Romano-Germânica (1655–1720) \| Leonor Madalena Imperatriz Romano-Germânica (1655–1720) \| \| \| \| \| \| \| \| \| \| \| \| \| \| \| \| \| \| \| \| \| \| \| \| \| \| \| \| \| \| \| \| \| \| \| \| \| \| \| \| \| \| \| \| \| \| \| \| \| \| \| \| \| \| \| \| \| \| \| \| \| \| \| \| \| \| \| \| \| \| \| \| \| \| \| \| \| \| \| \| \| \| \| \| \| \| \| \| \| \| \| \| \| \| \| \| \| \| \| \| \| \| Luís Delfim de França (1661–1711) \| Luís Delfim de França (1661–1711) \| Luís Delfim de França (1661–1711) \| Luís Delfim de França (1661–1711) \| Luís Delfim de França (1661–1711) \| Luís Delfim de França (1661–1711) \| \| \| \| \| \| \| \| \| \| \| \| \| \| \| \| \| \| \| Maria Antónia Eleitora da Baviera (1669–1692) \| Maria Antónia Eleitora da Baviera (1669–1692) \| Maria Antónia Eleitora da Baviera (1669–1692) \| Maria Antónia Eleitora da Baviera (1669–1692) \| Maria Antónia Eleitora da Baviera (1669–1692) \| Maria Antónia Eleitora da Baviera (1669–1692) \| \| \| Carlos VI Sacro Imperador Romano (1685–1740) \| Carlos VI Sacro Imperador Romano (1685–1740) \| Carlos VI Sacro Imperador Romano (1685–1740) \| Carlos VI Sacro Imperador Romano (1685–1740) \| Carlos VI Sacro Imperador Romano (1685–1740) \| Carlos VI Sacro Imperador Romano (1685–1740) \| \| \| \| \| \| \| \| \| \| \| \| Luís Delfim de França (1661–1711) \| Luís Delfim de França (1661–1711) \| Luís Delfim de França (1661–1711) \| Luís Delfim de França (1661–1711) \| Luís Delfim de França (1661–1711) \| Luís Delfim de França (1661–1711) \| \| \| \| \| \| \| \| \| \| \| \| \| \| \| \| \| \| \| Maria Antónia Eleitora da Baviera (1669–1692) \| Maria Antónia Eleitora da Baviera (1669–1692) \| Maria Antónia Eleitora da Baviera (1669–1692) \| Maria Antónia Eleitora da Baviera (1669–1692) \| Maria Antónia Eleitora da Baviera (1669–1692) \| Maria Antónia Eleitora da Baviera (1669–1692) \| \| \| Carlos VI Sacro Imperador Romano (1685–1740) \| Carlos VI Sacro Imperador Romano (1685–1740) \| Carlos VI Sacro Imperador Romano (1685–1740) \| Carlos VI Sacro Imperador Romano (1685–1740) \| Carlos VI Sacro Imperador Romano (1685–1740) \| Carlos VI Sacro Imperador Romano (1685–1740) \| \| \| \| \| \| \| \| \| \| \| \| \| \| \| \| \| \| \| \| \| \| \| \| \| \| \| \| \| \| \| \| \| \| \| \| \| \| \| \| \| \| \| \| \| \| \| \| \| \| \| \| \| \| \| \| \| \| \| \| \| Luís Duque da Borgonha (1682–1712) \| Luís Duque da Borgonha (1682–1712) \| Luís Duque da Borgonha (1682–1712) \| Luís Duque da Borgonha (1682–1712) \| Luís Duque da Borgonha (1682–1712) \| Luís Duque da Borgonha (1682–1712) \| \| \| Filipe V Rei de Espanha (1683–1746) \| Filipe V Rei de Espanha (1683–1746) \| Filipe V Rei de Espanha (1683–1746) \| Filipe V Rei de Espanha (1683–1746) \| Filipe V Rei de Espanha (1683–1746) \| Filipe V Rei de Espanha (1683–1746) \| \| \| Carlos Duque de Berry (1686–1714) \| Carlos Duque de Berry (1686–1714) \| Carlos Duque de Berry (1686–1714) \| Carlos Duque de Berry (1686–1714) \| Carlos Duque de Berry (1686–1714) \| Carlos Duque de Berry (1686–1714) \| \| \| José Fernando Príncipe da Baviera (1692–1699) \| José Fernando Príncipe da Baviera (1692–1699) \| José Fernando Príncipe da Baviera (1692–1699) \| José Fernando Príncipe da Baviera (1692–1699) \| José Fernando Príncipe da Baviera (1692–1699) \| José Fernando Príncipe da Baviera (1692–1699) \| \| \| \| \| \| \| \| \| \| \| \| \| \| \| \| \| \| \| Notas Cada nobre mencionado acima é referido por seu nome de batismo seguido de seu título nobiliárquico principal. No caso de nobres que dispunham de mais de um título régio, o título mais alto é o citado. No caso de nobres que não possuíram um brasão de armas em direito próprio, o brasão destacado é o de seu direito agnático ou de seu cônjuge. Nos casos em que houveram mais de um casamento, o primeiro cônjuge aparece à esquerda do nobre. Os pretendentes à Coroa de Espanha são demarcados em dourado. Referências - Durant, W.; Durant, A. (2011). The Age of Louis XIV: The Story of Civilization. Nova Iorque: Simon & Schuster. ISBN 9781451647655 - Kamen, H. (2001). Philip V of Spain: The King Who Reigned Twice. New Haven: Yale University Press. ISBN 9780300180541 |                                    |                                    |                                    |                                    |                                    |  |  |                                           |                                           |                                           |                                           |                                           |                                           |  |  |                                       |                                       |                                       |                                       |                                       |                                       |  |  |                                                          |                                                          |                                                          |                                                          |                                                          |                                                          |  |  |                                                   |                                                   |                                                   |                                                   |                                                   |                                                   |  |  |                                                         |                                                         |                                                         |                                                         |                                                         |                                                         |  |  |
| |                                    |                                    |                                    |                                    |                                    |  |  |                                           |                                           |                                           |                                           |                                           |                                           |  |  | Filipe III Rei de Espanha (1578–1621) | Filipe III Rei de Espanha (1578–1621) | Filipe III Rei de Espanha (1578–1621) | Filipe III Rei de Espanha (1578–1621) | Filipe III Rei de Espanha (1578–1621) | Filipe III Rei de Espanha (1578–1621) |  |  | Margarida Rainha de Espanha (1584–1611)                  | Margarida Rainha de Espanha (1584–1611)                  | Margarida Rainha de Espanha (1584–1611)                  | Margarida Rainha de Espanha (1584–1611)                  | Margarida Rainha de Espanha (1584–1611)                  | Margarida Rainha de Espanha (1584–1611)                  |  |  |                                                   |                                                   |                                                   |                                                   |                                                   |                                                   |  |  |                                                         |                                                         |                                                         |                                                         |                                                         |                                                         |  |  |
| |                                    |                                    |                                    |                                    |                                    |  |  |                                           |                                           |                                           |                                           |                                           |                                           |  |  | Filipe III Rei de Espanha (1578–1621) | Filipe III Rei de Espanha (1578–1621) | Filipe III Rei de Espanha (1578–1621) | Filipe III Rei de Espanha (1578–1621) | Filipe III Rei de Espanha (1578–1621) | Filipe III Rei de Espanha (1578–1621) |  |  | Margarida Rainha de Espanha (1584–1611)                  | Margarida Rainha de Espanha (1584–1611)                  | Margarida Rainha de Espanha (1584–1611)                  | Margarida Rainha de Espanha (1584–1611)                  | Margarida Rainha de Espanha (1584–1611)                  | Margarida Rainha de Espanha (1584–1611)                  |  |  |                                                   |                                                   |                                                   |                                                   |                                                   |                                                   |  |  |                                                         |                                                         |                                                         |                                                         |                                                         |                                                         |  |  |
| |                                    |                                    |                                    |                                    |                                    |  |  |                                           |                                           |                                           |                                           |                                           |                                           |  |  |                                       |                                       |                                       |                                       |                                       |                                       |  |  |                                                          |                                                          |                                                          |                                                          |                                                          |                                                          |  |  |                                                   |                                                   |                                                   |                                                   |                                                   |                                                   |  |  |                                                         |                                                         |                                                         |                                                         |                                                         |                                                         |  |  |
| |                                    |                                    |                                    |                                    |                                    |  |  |                                           |                                           |                                           |                                           |                                           |                                           |  |  |                                       |                                       |                                       |                                       |                                       |                                       |  |  |                                                          |                                                          |                                                          |                                                          |                                                          |                                                          |  |  |                                                   |                                                   |                                                   |                                                   |                                                   |                                                   |  |  |                                                         |                                                         |                                                         |                                                         |                                                         |                                                         |  |  |
| |                                    |                                    |                                    |                                    |                                    |  |  |                                           |                                           |                                           |                                           |                                           |                                           |  |  |                                       |                                       |                                       |                                       |                                       |                                       |  |  | Fernando III Sacro Imperador Romano (1608–1657)          | Fernando III Sacro Imperador Romano (1608–1657)          | Fernando III Sacro Imperador Romano (1608–1657)          | Fernando III Sacro Imperador Romano (1608–1657)          | Fernando III Sacro Imperador Romano (1608–1657)          | Fernando III Sacro Imperador Romano (1608–1657)          |  |  | Maria Ana Imperatriz Romano-Germânica (1606–1646) | Maria Ana Imperatriz Romano-Germânica (1606–1646) | Maria Ana Imperatriz Romano-Germânica (1606–1646) | Maria Ana Imperatriz Romano-Germânica (1606–1646) | Maria Ana Imperatriz Romano-Germânica (1606–1646) | Maria Ana Imperatriz Romano-Germânica (1606–1646) |  |  |                                                         |                                                         |                                                         |                                                         |                                                         |                                                         |  |  |
| |                                    |                                    |                                    |                                    |                                    |  |  |                                           |                                           |                                           |                                           |                                           |                                           |  |  |                                       |                                       |                                       |                                       |                                       |                                       |  |  | Fernando III Sacro Imperador Romano (1608–1657)          | Fernando III Sacro Imperador Romano (1608–1657)          | Fernando III Sacro Imperador Romano (1608–1657)          | Fernando III Sacro Imperador Romano (1608–1657)          | Fernando III Sacro Imperador Romano (1608–1657)          | Fernando III Sacro Imperador Romano (1608–1657)          |  |  | Maria Ana Imperatriz Romano-Germânica (1606–1646) | Maria Ana Imperatriz Romano-Germânica (1606–1646) | Maria Ana Imperatriz Romano-Germânica (1606–1646) | Maria Ana Imperatriz Romano-Germânica (1606–1646) | Maria Ana Imperatriz Romano-Germânica (1606–1646) | Maria Ana Imperatriz Romano-Germânica (1606–1646) |  |  |                                                         |                                                         |                                                         |                                                         |                                                         |                                                         |  |  |
| |                                    |                                    |                                    |                                    |                                    |  |  |                                           |                                           |                                           |                                           |                                           |                                           |  |  |                                       |                                       |                                       |                                       |                                       |                                       |  |  |                                                          |                                                          |                                                          |                                                          |                                                          |                                                          |  |  |                                                   |                                                   |                                                   |                                                   |                                                   |                                                   |  |  |                                                         |                                                         |                                                         |                                                         |                                                         |                                                         |  |  |
| |                                    |                                    |                                    |                                    |                                    |  |  |                                           |                                           |                                           |                                           |                                           |                                           |  |  |                                       |                                       |                                       |                                       |                                       |                                       |  |  |                                                          |                                                          |                                                          |                                                          |                                                          |                                                          |  |  |                                                   |                                                   |                                                   |                                                   |                                                   |                                                   |  |  |                                                         |                                                         |                                                         |                                                         |                                                         |                                                         |  |  |
| Ana Rainha de França (1601–1666) | Ana Rainha de França (1601–1666)   | Ana Rainha de França (1601–1666)   | Ana Rainha de França (1601–1666)   | Ana Rainha de França (1601–1666)   | Ana Rainha de França (1601–1666)   |  |  | Isabel Rainha de Espanha (1602–1644)      | Isabel Rainha de Espanha (1602–1644)      | Isabel Rainha de Espanha (1602–1644)      | Isabel Rainha de Espanha (1602–1644)      | Isabel Rainha de Espanha (1602–1644)      | Isabel Rainha de Espanha (1602–1644)      |  |  | Filipe IV Rei de Espanha (1605–1665)  | Filipe IV Rei de Espanha (1605–1665)  | Filipe IV Rei de Espanha (1605–1665)  | Filipe IV Rei de Espanha (1605–1665)  | Filipe IV Rei de Espanha (1605–1665)  | Filipe IV Rei de Espanha (1605–1665)  |  |  | Maria Ana Rainha de Espanha (1635–1696)                  | Maria Ana Rainha de Espanha (1635–1696)                  | Maria Ana Rainha de Espanha (1635–1696)                  | Maria Ana Rainha de Espanha (1635–1696)                  | Maria Ana Rainha de Espanha (1635–1696)                  | Maria Ana Rainha de Espanha (1635–1696)                  |  |  |                                                   |                                                   |                                                   |                                                   |                                                   |                                                   |  |  |                                                         |                                                         |                                                         |                                                         |                                                         |                                                         |  |  |
| Ana Rainha de França (1601–1666) | Ana Rainha de França (1601–1666)   | Ana Rainha de França (1601–1666)   | Ana Rainha de França (1601–1666)   | Ana Rainha de França (1601–1666)   | Ana Rainha de França (1601–1666)   |  |  | Isabel Rainha de Espanha (1602–1644)      | Isabel Rainha de Espanha (1602–1644)      | Isabel Rainha de Espanha (1602–1644)      | Isabel Rainha de Espanha (1602–1644)      | Isabel Rainha de Espanha (1602–1644)      | Isabel Rainha de Espanha (1602–1644)      |  |  | Filipe IV Rei de Espanha (1605–1665)  | Filipe IV Rei de Espanha (1605–1665)  | Filipe IV Rei de Espanha (1605–1665)  | Filipe IV Rei de Espanha (1605–1665)  | Filipe IV Rei de Espanha (1605–1665)  | Filipe IV Rei de Espanha (1605–1665)  |  |  | Maria Ana Rainha de Espanha (1635–1696)                  | Maria Ana Rainha de Espanha (1635–1696)                  | Maria Ana Rainha de Espanha (1635–1696)                  | Maria Ana Rainha de Espanha (1635–1696)                  | Maria Ana Rainha de Espanha (1635–1696)                  | Maria Ana Rainha de Espanha (1635–1696)                  |  |  |                                                   |                                                   |                                                   |                                                   |                                                   |                                                   |  |  |                                                         |                                                         |                                                         |                                                         |                                                         |                                                         |  |  |
| |                                    |                                    |                                    |                                    |                                    |  |  |                                           |                                           |                                           |                                           |                                           |                                           |  |  |                                       |                                       |                                       |                                       |                                       |                                       |  |  |                                                          |                                                          |                                                          |                                                          |                                                          |                                                          |  |  |                                                   |                                                   |                                                   |                                                   |                                                   |                                                   |  |  |                                                         |                                                         |                                                         |                                                         |                                                         |                                                         |  |  |
| |                                    |                                    |                                    |                                    |                                    |  |  |                                           |                                           |                                           |                                           |                                           |                                           |  |  |                                       |                                       |                                       |                                       |                                       |                                       |  |  |                                                          |                                                          |                                                          |                                                          |                                                          |                                                          |  |  |                                                   |                                                   |                                                   |                                                   |                                                   |                                                   |  |  |                                                         |                                                         |                                                         |                                                         |                                                         |                                                         |  |  |
| Luís XIV Rei de França (1638–1715) | Luís XIV Rei de França (1638–1715) | Luís XIV Rei de França (1638–1715) | Luís XIV Rei de França (1638–1715) | Luís XIV Rei de França (1638–1715) | Luís XIV Rei de França (1638–1715) |  |  | Maria Teresa Rainha de França (1638–1683) | Maria Teresa Rainha de França (1638–1683) | Maria Teresa Rainha de França (1638–1683) | Maria Teresa Rainha de França (1638–1683) | Maria Teresa Rainha de França (1638–1683) | Maria Teresa Rainha de França (1638–1683) |  |  | Carlos II Rei de Espanha (1661–1700)  | Carlos II Rei de Espanha (1661–1700)  | Carlos II Rei de Espanha (1661–1700)  | Carlos II Rei de Espanha (1661–1700)  | Carlos II Rei de Espanha (1661–1700)  | Carlos II Rei de Espanha (1661–1700)  |  |  | Margarida Teresa Imperatriz Romano-Germânica (1651–1673) | Margarida Teresa Imperatriz Romano-Germânica (1651–1673) | Margarida Teresa Imperatriz Romano-Germânica (1651–1673) | Margarida Teresa Imperatriz Romano-Germânica (1651–1673) | Margarida Teresa Imperatriz Romano-Germânica (1651–1673) | Margarida Teresa Imperatriz Romano-Germânica (1651–1673) |  |  | Leopoldo I Sacro Imperador Romano (1640–1705)     | Leopoldo I Sacro Imperador Romano (1640–1705)     | Leopoldo I Sacro Imperador Romano (1640–1705)     | Leopoldo I Sacro Imperador Romano (1640–1705)     | Leopoldo I Sacro Imperador Romano (1640–1705)     | Leopoldo I Sacro Imperador Romano (1640–1705)     |  |  | Leonor Madalena Imperatriz Romano-Germânica (1655–1720) | Leonor Madalena Imperatriz Romano-Germânica (1655–1720) | Leonor Madalena Imperatriz Romano-Germânica (1655–1720) | Leonor Madalena Imperatriz Romano-Germânica (1655–1720) | Leonor Madalena Imperatriz Romano-Germânica (1655–1720) | Leonor Madalena Imperatriz Romano-Germânica (1655–1720) |  |  |
| Luís XIV Rei de França (1638–1715) | Luís XIV Rei de França (1638–1715) | Luís XIV Rei de França (1638–1715) | Luís XIV Rei de França (1638–1715) | Luís XIV Rei de França (1638–1715) | Luís XIV Rei de França (1638–1715) |  |  | Maria Teresa Rainha de França (1638–1683) | Maria Teresa Rainha de França (1638–1683) | Maria Teresa Rainha de França (1638–1683) | Maria Teresa Rainha de França (1638–1683) | Maria Teresa Rainha de França (1638–1683) | Maria Teresa Rainha de França (1638–1683) |  |  | Carlos II Rei de Espanha (1661–1700)  | Carlos II Rei de Espanha (1661–1700)  | Carlos II Rei de Espanha (1661–1700)  | Carlos II Rei de Espanha (1661–1700)  | Carlos II Rei de Espanha (1661–1700)  | Carlos II Rei de Espanha (1661–1700)  |  |  | Margarida Teresa Imperatriz Romano-Germânica (1651–1673) | Margarida Teresa Imperatriz Romano-Germânica (1651–1673) | Margarida Teresa Imperatriz Romano-Germânica (1651–1673) | Margarida Teresa Imperatriz Romano-Germânica (1651–1673) | Margarida Teresa Imperatriz Romano-Germânica (1651–1673) | Margarida Teresa Imperatriz Romano-Germânica (1651–1673) |  |  | Leopoldo I Sacro Imperador Romano (1640–1705)     | Leopoldo I Sacro Imperador Romano (1640–1705)     | Leopoldo I Sacro Imperador Romano (1640–1705)     | Leopoldo I Sacro Imperador Romano (1640–1705)     | Leopoldo I Sacro Imperador Romano (1640–1705)     | Leopoldo I Sacro Imperador Romano (1640–1705)     |  |  | Leonor Madalena Imperatriz Romano-Germânica (1655–1720) | Leonor Madalena Imperatriz Romano-Germânica (1655–1720) | Leonor Madalena Imperatriz Romano-Germânica (1655–1720) | Leonor Madalena Imperatriz Romano-Germânica (1655–1720) | Leonor Madalena Imperatriz Romano-Germânica (1655–1720) | Leonor Madalena Imperatriz Romano-Germânica (1655–1720) |  |  |
| |                                    |                                    |                                    |                                    |                                    |  |  |                                           |                                           |                                           |                                           |                                           |                                           |  |  |                                       |                                       |                                       |                                       |                                       |                                       |  |  |                                                          |                                                          |                                                          |                                                          |                                                          |                                                          |  |  |                                                   |                                                   |                                                   |                                                   |                                                   |                                                   |  |  |                                                         |                                                         |                                                         |                                                         |                                                         |                                                         |  |  |
| |                                    |                                    |                                    |                                    |                                    |  |  |                                           |                                           |                                           |                                           |                                           |                                           |  |  |                                       |                                       |                                       |                                       |                                       |                                       |  |  |                                                          |                                                          |                                                          |                                                          |                                                          |                                                          |  |  |                                                   |                                                   |                                                   |                                                   |                                                   |                                                   |  |  |                                                         |                                                         |                                                         |                                                         |                                                         |                                                         |  |  |
| Luís Delfim de França (1661–1711) | Luís Delfim de França (1661–1711)  | Luís Delfim de França (1661–1711)  | Luís Delfim de França (1661–1711)  | Luís Delfim de França (1661–1711)  | Luís Delfim de França (1661–1711)  |  |  |                                           |                                           |                                           |                                           |                                           |                                           |  |  |                                       |                                       |                                       |                                       |                                       |                                       |  |  | Maria Antónia Eleitora da Baviera (1669–1692)            | Maria Antónia Eleitora da Baviera (1669–1692)            | Maria Antónia Eleitora da Baviera (1669–1692)            | Maria Antónia Eleitora da Baviera (1669–1692)            | Maria Antónia Eleitora da Baviera (1669–1692)            | Maria Antónia Eleitora da Baviera (1669–1692)            |  |  | Carlos VI Sacro Imperador Romano (1685–1740)      | Carlos VI Sacro Imperador Romano (1685–1740)      | Carlos VI Sacro Imperador Romano (1685–1740)      | Carlos VI Sacro Imperador Romano (1685–1740)      | Carlos VI Sacro Imperador Romano (1685–1740)      | Carlos VI Sacro Imperador Romano (1685–1740)      |  |  |                                                         |                                                         |                                                         |                                                         |                                                         |                                                         |  |  |
| Luís Delfim de França (1661–1711) | Luís Delfim de França (1661–1711)  | Luís Delfim de França (1661–1711)  | Luís Delfim de França (1661–1711)  | Luís Delfim de França (1661–1711)  | Luís Delfim de França (1661–1711)  |  |  |                                           |                                           |                                           |                                           |                                           |                                           |  |  |                                       |                                       |                                       |                                       |                                       |                                       |  |  | Maria Antónia Eleitora da Baviera (1669–1692)            | Maria Antónia Eleitora da Baviera (1669–1692)            | Maria Antónia Eleitora da Baviera (1669–1692)            | Maria Antónia Eleitora da Baviera (1669–1692)            | Maria Antónia Eleitora da Baviera (1669–1692)            | Maria Antónia Eleitora da Baviera (1669–1692)            |  |  | Carlos VI Sacro Imperador Romano (1685–1740)      | Carlos VI Sacro Imperador Romano (1685–1740)      | Carlos VI Sacro Imperador Romano (1685–1740)      | Carlos VI Sacro Imperador Romano (1685–1740)      | Carlos VI Sacro Imperador Romano (1685–1740)      | Carlos VI Sacro Imperador Romano (1685–1740)      |  |  |                                                         |                                                         |                                                         |                                                         |                                                         |                                                         |  |  |
| |                                    |                                    |                                    |                                    |                                    |  |  |                                           |                                           |                                           |                                           |                                           |                                           |  |  |                                       |                                       |                                       |                                       |                                       |                                       |  |  |                                                          |                                                          |                                                          |                                                          |                                                          |                                                          |  |  |                                                   |                                                   |                                                   |                                                   |                                                   |                                                   |  |  |                                                         |                                                         |                                                         |                                                         |                                                         |                                                         |  |  |
| Luís Duque da Borgonha (1682–1712) | Luís Duque da Borgonha (1682–1712) | Luís Duque da Borgonha (1682–1712) | Luís Duque da Borgonha (1682–1712) | Luís Duque da Borgonha (1682–1712) | Luís Duque da Borgonha (1682–1712) |  |  | Filipe V Rei de Espanha (1683–1746)       | Filipe V Rei de Espanha (1683–1746)       | Filipe V Rei de Espanha (1683–1746)       | Filipe V Rei de Espanha (1683–1746)       | Filipe V Rei de Espanha (1683–1746)       | Filipe V Rei de Espanha (1683–1746)       |  |  | Carlos Duque de Berry (1686–1714)     | Carlos Duque de Berry (1686–1714)     | Carlos Duque de Berry (1686–1714)     | Carlos Duque de Berry (1686–1714)     | Carlos Duque de Berry (1686–1714)     | Carlos Duque de Berry (1686–1714)     |  |  | José Fernando Príncipe da Baviera (1692–1699)            | José Fernando Príncipe da Baviera (1692–1699)            | José Fernando Príncipe da Baviera (1692–1699)            | José Fernando Príncipe da Baviera (1692–1699)            | José Fernando Príncipe da Baviera (1692–1699)            | José Fernando Príncipe da Baviera (1692–1699)            |  |  |                                                   |                                                   |                                                   |                                                   |                                                   |                                                   |  |  |                                                         |                                                         |                                                         |                                                         |                                                         |                                                         |  |  |

## Filipe V ocupa o trono

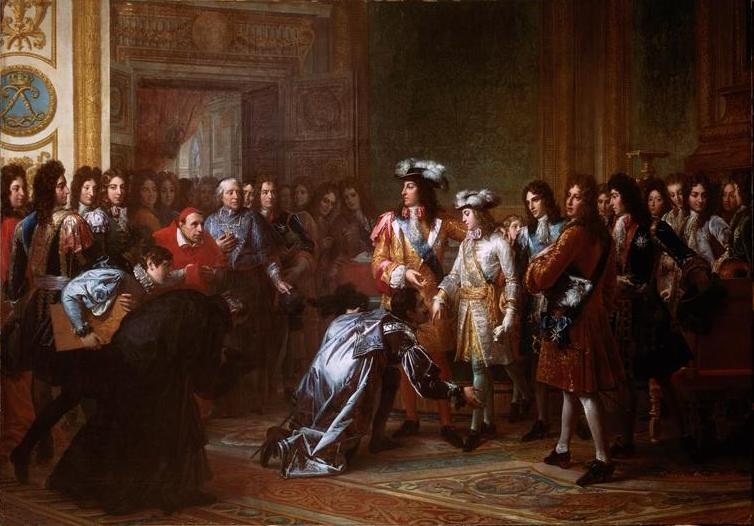
Filipe da França, Duque de Anjou, é proclamado rei Filipe V da Espanha em Versalhes, em 16 de novembro de 1700.

A escolha de um herdeiro direto dividiu a Europa entre os Bourbons e Habsburgos, e o que deveria ser uma crise sucessória comum do Antigo Regime veio a transformar-se numa guerra de âmbito continental. Na Espanha, estalou uma guerra civil entre aqueles que apoiavam Filipe de Anjou e os que apoiavam o arquiduque Carlos d’Austria.
Um mês depois da morte do rei Carlos II de Espanha, Filipe de Bourbon (duque de Anjou e neto de Luís XIV de França) foi para Madrid no início de dezembro com 17 anos. Filipe foi recebido com grande clamor pelos espanhóis. Entretanto, as reformas realizadas pelo cardeal Portocarrero — e ditadas por Luís XIV — causaram tensões internas em Espanha. Entre essas reformas, destacou-se a substituição dos ministros pró-austríacos por ministros escolhidos pelo rei francês.
Alguns meses depois da chegada de Filipe a Madrid, a diplomacia francesa determinou o seu casamento com Maria Luísa de Saboia. Os casamentos dinásticos serviam à época como um mecanismo para estabelecer alianças entre países, e neste caso refletia o alinhamento político entre França e Espanha. Também houve um claro interesse na aliança com a Sabóia, cujo território se situava na periferia francesa e controlava o acesso à península italiana — onde tanto a Espanha como a França tinham interesses dinásticos.
Filipe V partiu de Madrid para Barcelona para encontrar sua futura esposa e para solucionar os conflitos em Aragão e na Catalunha, que relutavam em aceitar o rei Bourbon. Para agradar os catalães, Filipe V concedeu um porto livre a Barcelona, o que permitiria o comércio direto desta cidade com as Índias, algo que antes era monopólio da coroa de Castela (através dos portos de Sevilha ou Cádiz). Dessa forma, Filipe V conseguiu apoiantes para a sua política, mas não conseguiu uma aliança com o bloco pró-austríaco, o qual se viria a tornar uma resistência a favor de Carlos da Áustria.
Os tratados com o rei de Portugal, Pedro II, foram renovados por Filipe V. Um dos artigos determinava o fecho dos portos de Portugal à navegação de países que obstassem ao testamento de Carlos II, algo que era claramente destinado à Inglaterra. Já depois de iniciada a guerra, porém, Portugal denunciou o tratado estabelecido com a Espanha e assinou em 1703 o Tratado de Methuen com a Inglaterra, numa inversão total de alianças. Esse tratado era muito mais ajustado aos interesses mercantis portugueses, pois permitia a Portugal condições favoráveis para escoamento do vinho e para obtenção de panos de lã. Ao mesmo tempo, a aliança com Portugal fornecia uma base avançada à Inglaterra, na forma do porto de Lisboa — a partir do qual foram lançadas operações contra a navegação espanhola na zona do Estreito de Gibraltar, e culminando com a conquista da praça-forte que dá nome ao estreito em 1704.
As tensões agravaram-se quando Luís XIV rejeitou o testamento de Carlos II e reafirmou o direito de Filipe V ao trono espanhol. Além disso, Filipe V permitiu concessões aos comerciantes franceses, fazendo com que a Inglaterra e os Países Baixos temessem que o comércio espanhol — na Europa e nas colônias — passe a ser controlado pela França. Todavia, deve levar-se em consideração também os interesses políticos entre Áustria, Inglaterra, Holanda, Portugal, Saboia, França e Espanha.
Com o acirramento dessas intrigas, a guerra alastrou pela Europa, não se limitando a afetar o território da Espanha.

## Países envolvidos
Com a morte de Carlos II, o trono da Espanha foi passado para Filipe, duque de Anjou e neto de Luís XIV, o que culminou na ascensão dos Bourbons, da França, ao trono espanhol. O declínio da Espanha como principal potência europeia desde o século XVII faz com que as demais monarquias disputassem pela sua própria ascensão. Além disso, a chegada de uma nova dinastia ao trono espanhol — especialmente uma que mantinha fortes relações com a França — poderia alterar as relações políticas e comerciais a nível mundial, o que preocupava principalmente a Inglaterra e Países Baixos.

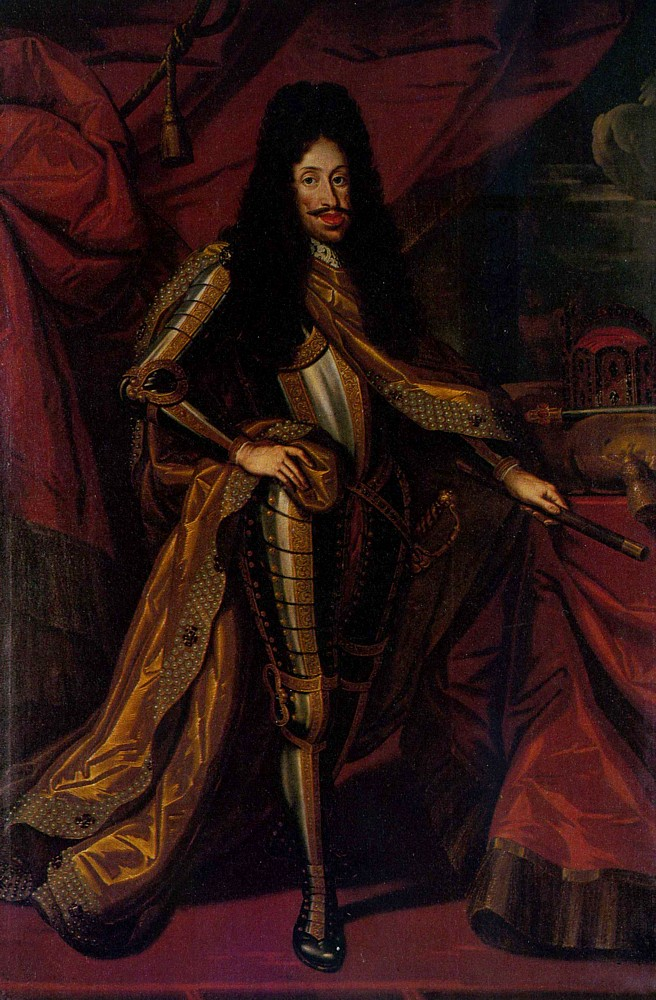
Leopoldo I, imperador do Sacro Império Romano-Germânico.

### Áustria e Sacro Império Romano-Germânico
Reivindicava o trono espanhol para Carlos, arquiduque de Habsburgo, filho do imperador Leopoldo I e neto da irmã do rei Filipe IV da Espanha. Para tal, o império austríaco aliou-se com a Inglaterra e a Holanda para contestar o poderio francês, adquirido através da ascensão dos Bourbons na Espanha. Havia, também, um interesse do Império nas terras espanholas na Itália, que lhes dariam acesso ao Mediterrâneo, por onde as forças austríacas poderiam atacar seu grande rival no oriente, o Império Turco-Otomano.
Em 1701, foi formalizada a Grande Aliança, composta pela Inglaterra, Holanda, Império Austríaco e Portugal, que se uniram em oposição à aliança franco-espanhola.

### Inglaterra
Mesmo antes da Guerra de Sucessão Espanhola, a Inglaterra rivalizava com a França pela hegemonia mundial. Já em 1698, o rei britânico Guilherme III afirmou que a Inglaterra e os Países Baixos não aceitariam um Bourbon como sucessor do trono espanhol. Desde então, o país tomou uma série de medidas diplomáticas caso a sucessão assim ocorresse, através dos Tratados de Partição. Houve um período de oito meses entre a coroação de Filipe V e a declaração definitiva de guerra por parte da Inglaterra. A população inglesa estava dividida, grande parte era oposta à declaração de guerra por medo do prejuízo econômico que se sucederia, enquanto outros afirmavam que a guerra era a única maneira de impedir que a França dominasse a Espanha e tivesse acesso às riquezas das Índias — o que seria prejudicial para a economia britânica. Foi apenas com a movimentação das tropas francesas nos Países Baixos Espanhóis que a Inglaterra definitivamente se mobilizou para a guerra, negociando com outras monarquias europeias e assinando o tratado da Grande Aliança proposta pela Áustria.

### Países baixos
Desde 1556, uma porção dos estados dos Países Baixos pertenciam à Espanha. Assim, a Holanda temia que, com a ascensão dos Bourbon, esse território seria usado pela França para atacá-los, como ocorreu na Batalha Franco-Holandesa. Além disso, a França ganharia controle sobre os entrepostos comerciais do rio Scheldt, prejudicando as relações econômicas entre os Países Baixos e a Inglaterra.

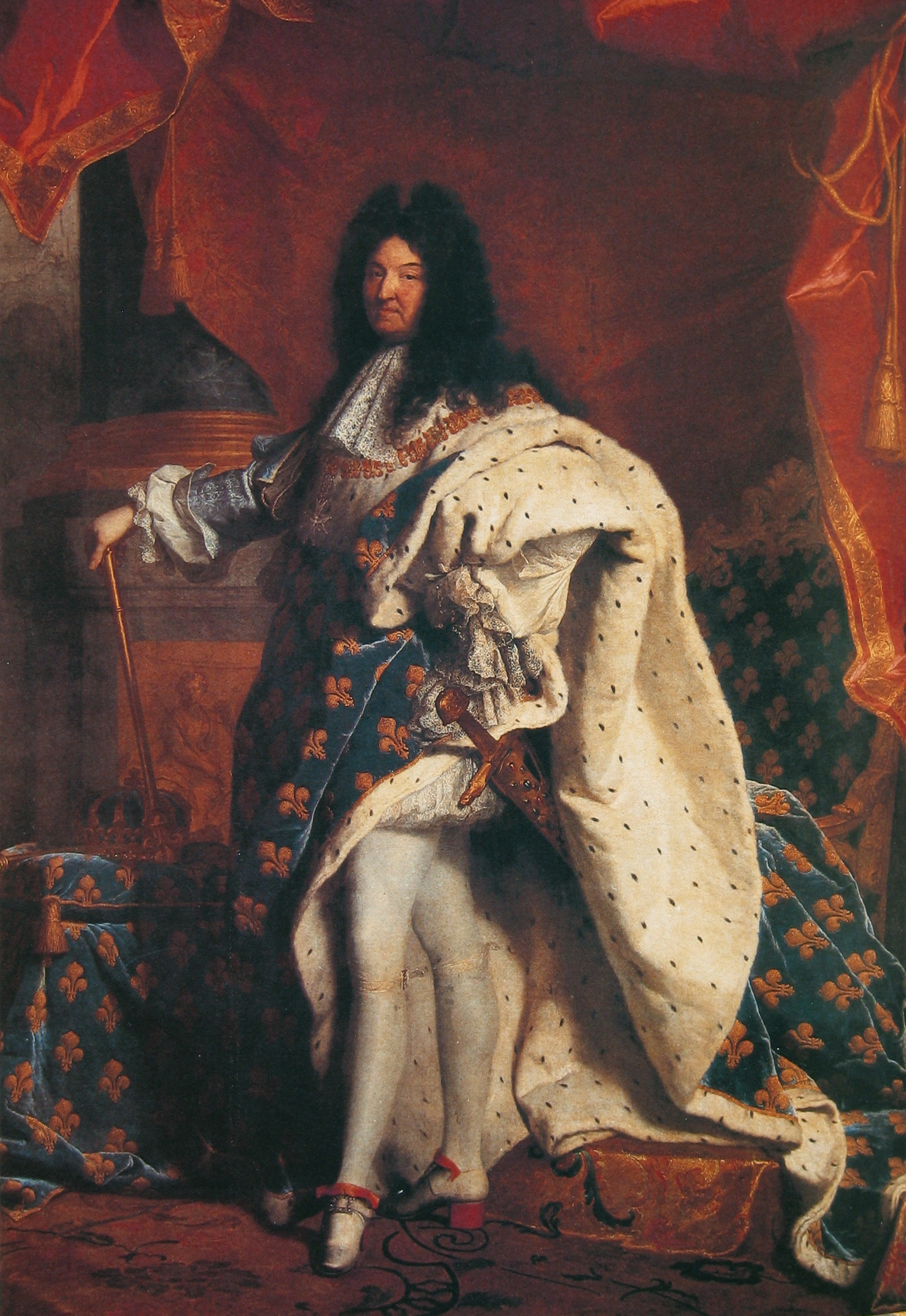
Luís XIV, rei da França.

### França
Considerada então a maior potência europeia, motivo pelo qual sua união com a Espanha era temida por outros países europeus — especialmente os membros da chamada Grande Aliança. Com a nomeação de Filipe de Anjou, da dinastia Bourbon, como rei Espanhol, a França de Luís XIV teve forte influência na corte e nas reformas políticas da Espanha. Além disso, com a reafirmação de Luís XIV sobre o direito de Filipe de Anjou ao trono francês, a Grande Aliança temia que os dois países se unissem em uma única e gigantesca potência. Também deve-se ressaltar a ocupação dos Países Baixos Espanhóis e a concessão da Espanha para que a companhia francesa de tráfico negreiro tivesse o monopólio da venda de escravos nas colônias da Espanha na América, o que foi tomado pela Inglaterra como uma declaração de guerra.

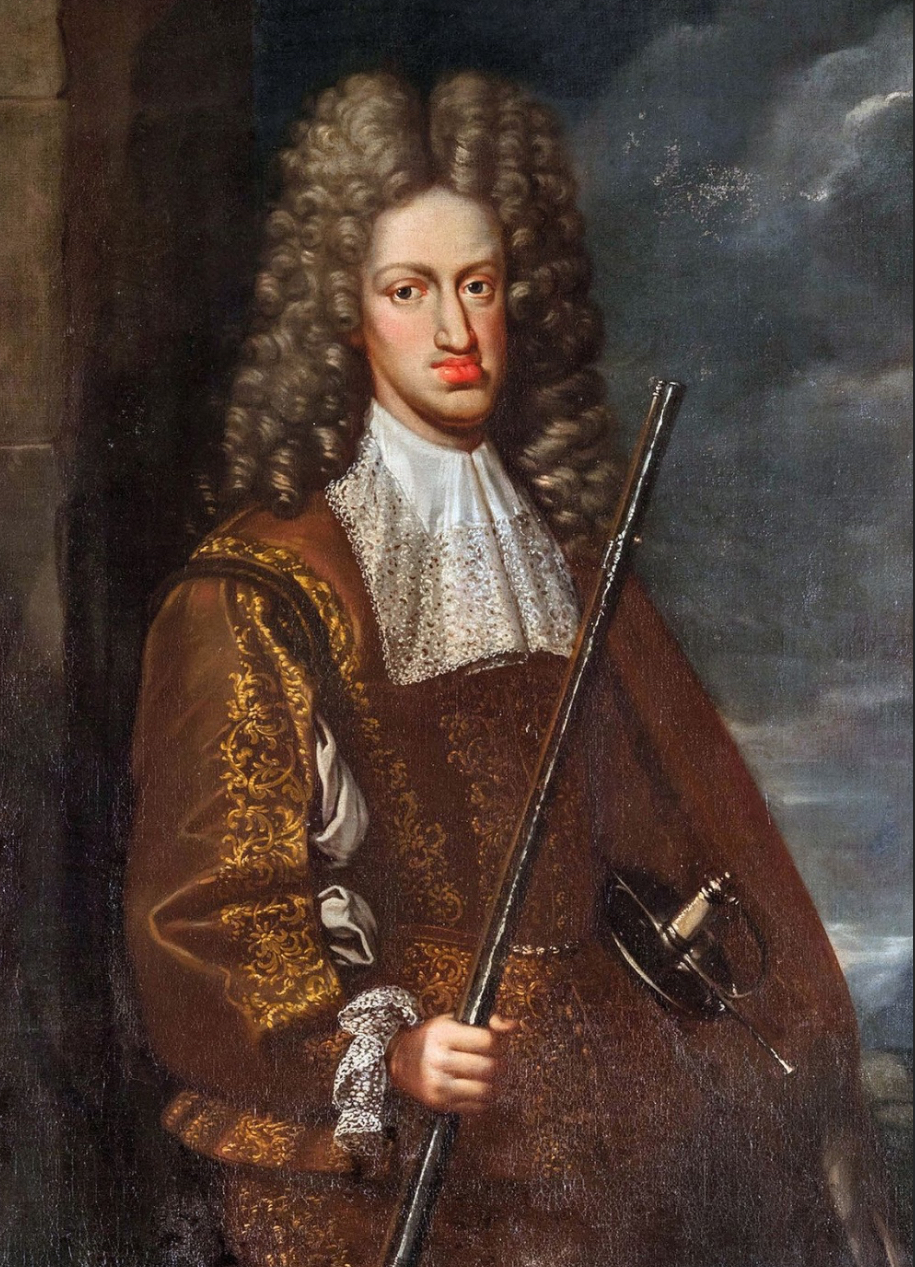
Carlos II, rei da Espanha.

### Espanha
Antes uma potência europeia, a Espanha agora se encontrava enfraquecida, e prontamente apoiou a nomeação de Filipe de Anjou ao trono, na tentativa de manter unido o território espanhol, tal como ordenava o Carlos II em seu testamento. Logo no início de seu reinado, Filipe V encontrou a oposição das elites de Aragão e Castela, o que conseguiu conter após extensas negociações. Entretanto, ele não foi capaz de conter os grupos pró-austríacos de dentro e fora da Espanha.

### Portugal

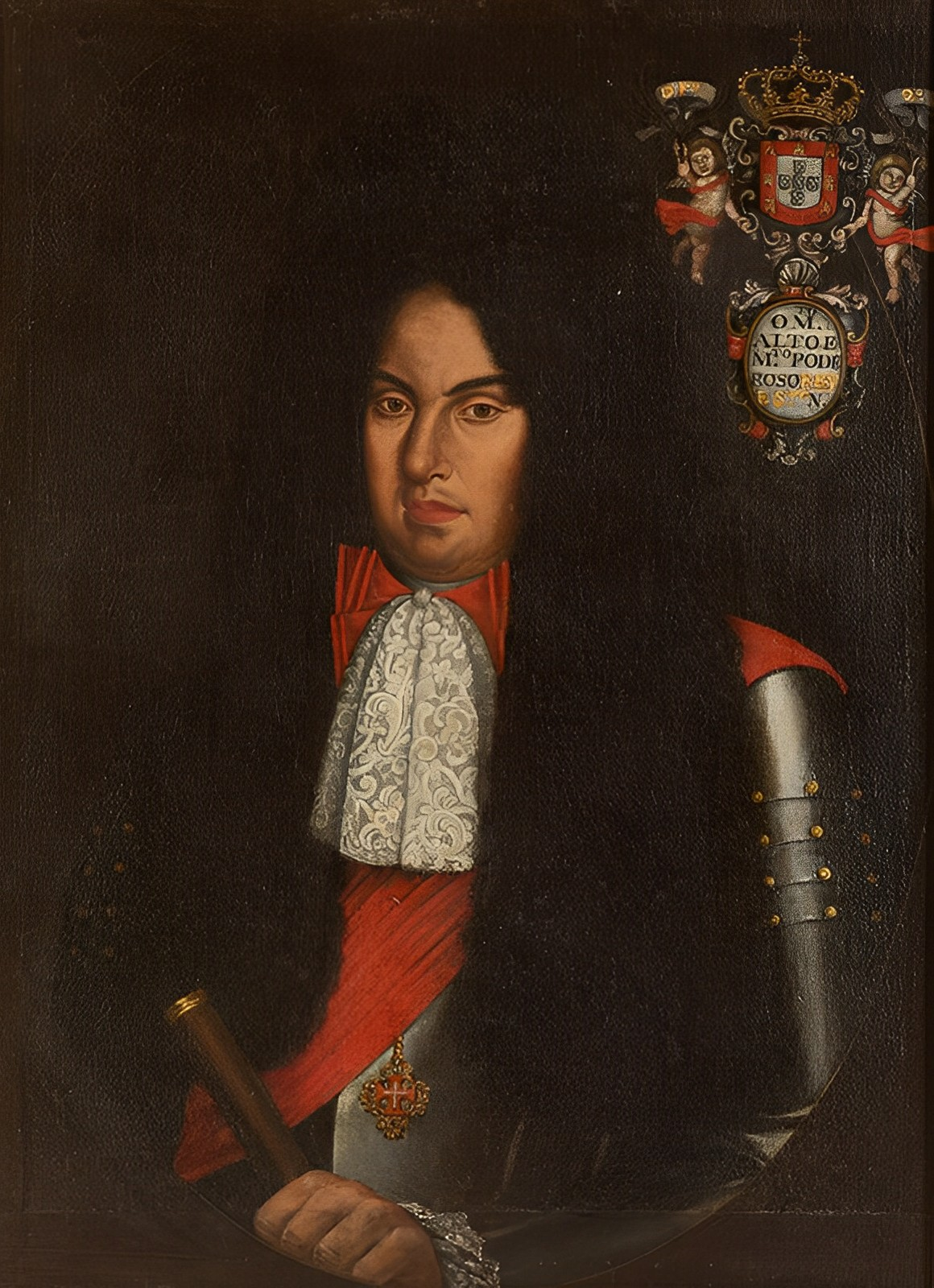
Pedro II, rei de Portugal.

Inicialmente, Portugal não se opôs à ascensão dos Bourbons. Em 18 de junho de 1701 os portugueses assinam um tratado com a França no qual se comprometem a ajudar Felipe V em troca de ajuda francesa contra uma possível invasão de Portugal. Todavia, um ano após o início da guerra, sua posição começa a mudar. Na primavera de 1702 a França se recusa a enviar a Portugal o prometido auxílio naval (razão suficiente para a quebra do acordo) e o rei D. Pedro II de Portugal, aproveitando-se da presença de uma esquadra inglesa no litoral de Portugal, abandona a aliança luso-francesa. Pois Portugal, possuidor de extensos litorais, não poderia manter-se inimigo das principais potências marítimas, Inglaterra e Holanda. Em 1703, Portugal assina dois tratados de aliança com as potências aliadas e recebe a promessa de que, uma vez colocado o Arquiduque Carlos no trono da Espanha, Portugal receberia vários territórios na fronteira espanhola. A elite portuguesa, porém, continuava a se dividir entre apoiadores da França e da Inglaterra.

### Saboia
Durante a Guerra dos Nove Anos, o ducado de Saboia se uniu à Grande Aliança. Antes do fim da guerra, porém, o duque de Saboia fez um acordo de paz separado com a França, estabelecendo uma aliança diplomática entre os dois países. Com a ascensão de Filipe V ao trono da Espanha, Saboia se viu cercada entre forças bourbônicas, pois seu território fazia fronteira com a França e com o ducado de Milão — que fazia parte dos domínios espanhóis na Itália. Assim, em um primeiro momento, o duque de Saboia se alia aos bourbons, mas em 1703, visando ter domínio sobre Milão — que a essa altura era controlado pela marinha inglesa —, o duque quebra com a sua aliança e se volta para o lado austríaco.

## Início da guerra

### Os primeiros anos

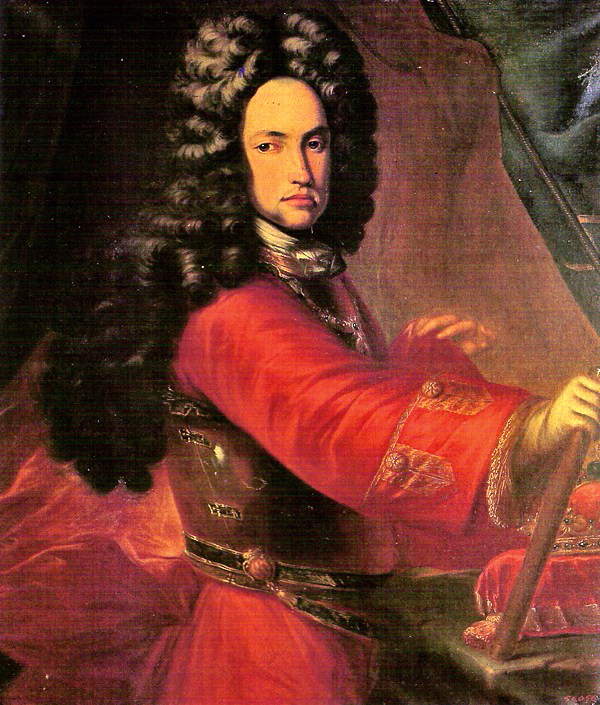
Arquiduque Carlos, da Áustria.

Em 15 de maio de 1702, a Grande Aliança declara formalmente guerra à França, entretanto, a guerra já havia iniciado um ano antes no norte da Itália. Outra importante zona de conflito se deu nos Países Baixos, onde a Grande Aliança enviaram suas tropas para recuperar os territórios mantidos pela França, mas só conseguiram recuperar alguns pequenos fortes. As regiões da Renânia e Colônia, na Germânia, também foram palco de batalhas entre as forças bourbônicas e a Grande Aliança. Até então, a guerra era marcada por sucessivas vitórias da França.
A entrada de Saboia e Portugal na Grande Aliança em 1703 favoreceram as investidas da Áustria sobre os domínios espanhóis. Em 1704, o arquiduque Carlos da Áustria desembarca em Portugal e reivindica para si o trono espanhol, proclamando-se Carlos III da Espanha. Em setembro o exercito aliado cruza a fronteira entre Portugal e Espanha. O rei de Portugal defende o inicio de uma ofensiva imediata contra os espanhóis, mas Carlos, aconselhado pelos seus generais, decide não atacar, devido ao inverno que se aproximava. Carlos, então, retorna para Lisboa e em junho de 1705 embarca em um navio inglês rumo a Catalunha, pois os catalães haviam iniciado uma revolta contra o domínio de Filipe V.

### A conquista de Gibraltar

Mapa de Gibraltar.

Na Guerra de Sucessão Espanhola aconteceram muitas batalhas, pois o objetivo era conquistar lugares estratégicos. No dia 21 de julho de 1704 entraram na baía de Gibraltar uma esquadra de vinte navios, sendo dez comandados pelo vice-almirante George Byng e dez dirigidos por Van de Dussen. Desembarcaram cerca de 2 300 a 2 400 soldados e o príncipe George de Hesse, que ordenou o bloqueio da entrada de Peñón por parte da terra e colocou seus homens na estreita franja que forma o istmo e que une com o resto de Andaluzia. Com esta tática se impediu todo auxílio à guarnição e habitantes da Praça pelos exércitos Bourbon que se encontravam em Cádiz.
A situação militar da Espanha já era decadente no período de Carlos II. Com um exército que não conseguiria proteger-se sozinho, Peñón, uma das principais entradas para Gibraltar, é atacada pelos anglo-holandeses que possuíam um exército maior. Os espanhóis lutaram até o limite, mas sem êxito. Assim, Gibraltar se rendia ao exército anglo-holandês.
Porém, a Espanha não desistiu de Gibraltar. O monarca espanhol ordenou que o Marquês de Villadarias fosse para Plaza, na tentativa de recuperar o território perdido. Cerca de sete mil homens foram enviados para auxiliar Villadarias, além da frota francesa a mando do Conde de Toulouse. Mesmo com todos os esforços, a Inglaterra conseguiu manter o controle sobre Gibraltar.
Essa batalha foi de extrema importância para a guerra, mostrando uma forte transformação no século XVIII: a hegemonia europeia, antes atribuída a França agora pertencia à Inglaterra.

### Os dois lados se equilibram
A pressão dos exércitos franco-bavieros na Áustria para que o Imperador deixasse a Grande Aliança fizeram as tropas aliadas se concentrarem no sul da Germânia. O resultado foi a derrota catastrófica da França, que perdeu seus aliados na Germânia com a saída da Baviera — Maximiliano, duque da Baviera, foi forçado a se exilar, enquanto sua família foi mantida prisioneira pelos austríacos. Com a Baviera fora da guerra, as tropas francesas foram perdendo cada vez mais o controle de diversas regiões germânicas.
Em 1705, a Aliança volta seus ataques à Espanha e conquista Barcelona, na Catalunha. Porém, no mesmo ano, os aliados sofrem perdas significativas nos Países Baixos. No ano seguinte, as tentativas espanholas de recuperar Barcelona fracassaram.
O ano de 1706 se inicia com a vitória francesa em Nice, entretanto, a França sofre uma derrota significativa nos Países Baixos.

### Os Aliados conquistam Madrid

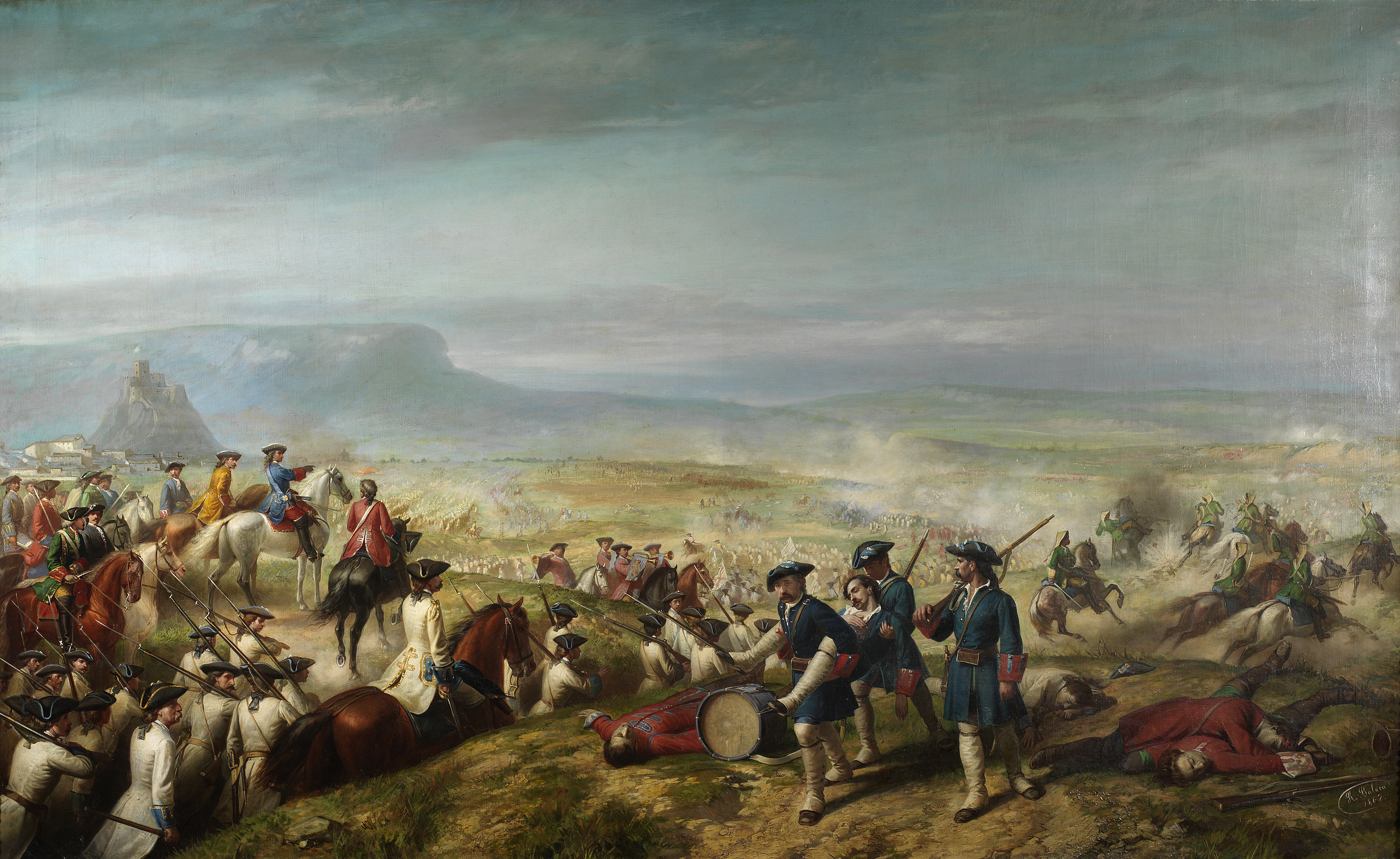
Batalha de Almansa.

A 7 de março de 1706, os portugueses fizeram nova investida contra os espanhóis, queimando a vila de Brocas, e tiveram um confronto com as tropas do Duque de Berwick, do qual resultou a derrota das forças espanholas. Em 9 de abril do mesmo ano o general português, Marques das Minas, sitiou Alcântara conseguindo tomá-la e aprisionar o seu governador com toda a sua guarnição e 47 peças de artilharia. Prosseguiu o Marquês das Minas vitoriosamente a campanha, tomando consecutivamente Ciudad Rodrigo, Salamanca, Coria e Plasencia, e em 28 de junho fez a sua vitoriosa entrada em Madrid, onde fez o Arquiduque Carlos ser proclamado rei da Espanha, como D. Carlos III.
Segue-se uma série de movimentos táticos marcados pelo propósito franco-espanhol de evitar o confronto direto. Em 24 de abril de 1707 os generais dos exércitos aliados partem para procurar o inimigo em Almansa. No dia seguinte trava-se a batalha de Almansa na qual os aliados acabam sendo derrotados pelo exército franco-espanhol e partem em seguida para Portugal. Os anos seguintes de 1708 e 1709 tiveram poucos acontecimentos importantes.

## A guerra e seu desdobramento na América

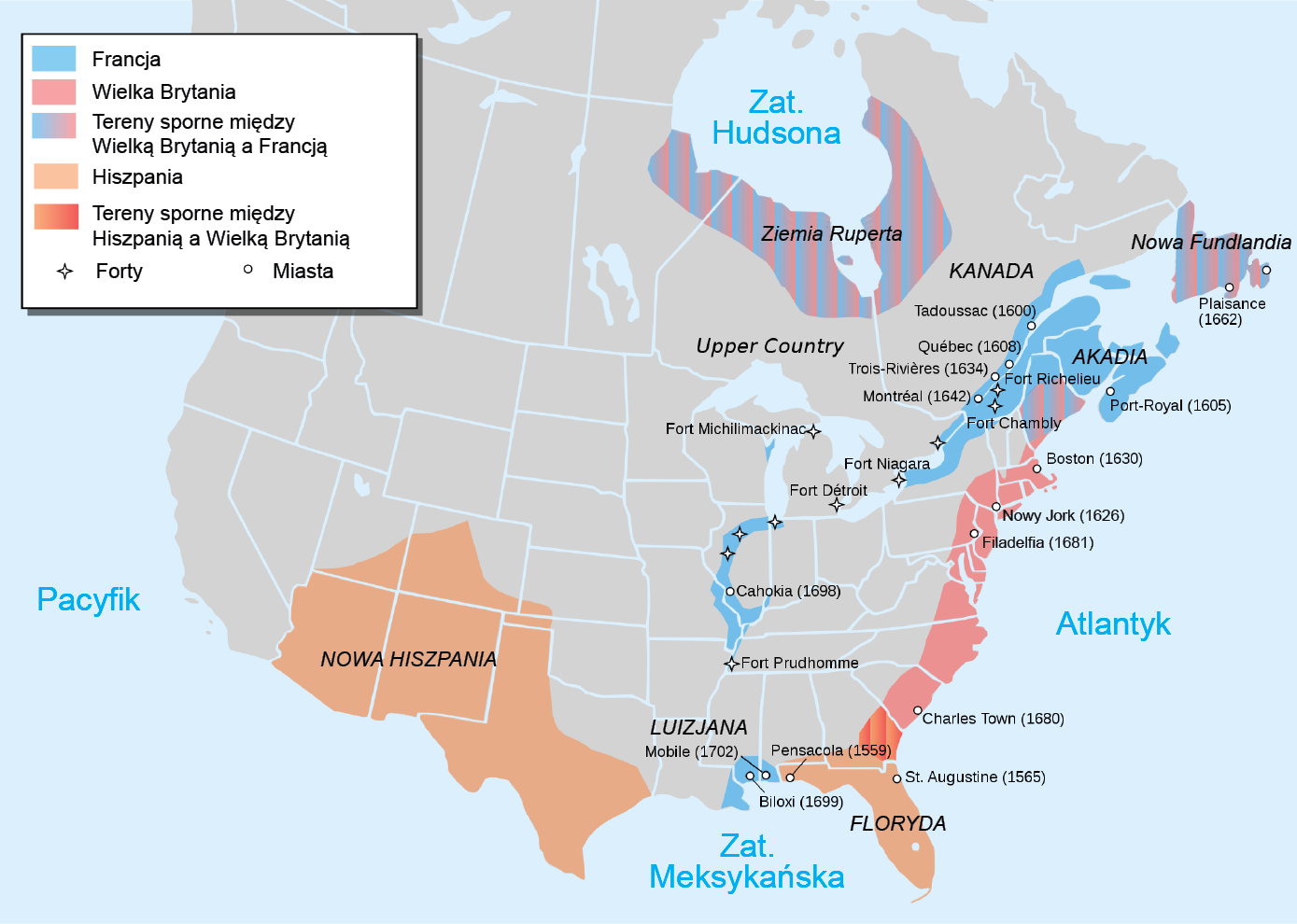
Mapa polonês representando as áreas de ocupação (cor única) na América do Norte durante a Guerra de Sucessão Espanhola. As áreas representadas por duas cores eram zonas de conflito, reivindicadas mas não ocupada por um ou mais países.

Uma das questões que fomentou a Guerra foi a busca pelo controle máximo das colônias, assim como o comercio de transoceânico e para além disso, o controle do rico comércio de tráfico de escravos. 
Nesse período os mapas auxiliavam tanto para o desenvolvimento de guerras, quanto para as negociações de paz, também eram importantes para as negociações de paz. Deste modo, a importância do Congresso de Uthecht foi crucial na demarcação de fronteiras de domínio no período. Os ingleses foram um dos primeiros a usar dessa ferramenta durante o conflito. Em 1712 se puseram a discutir sobre as posses de terras na América do Norte com os franceses. Os franceses, por sua vez, não tinham um alvo específico na América, e estavam em desvantagem em relação aos ingleses, mantinham relações políticas e econômicas com Portugal. Esta possuía territórios vitais para a economia. Durante as negociações os ingleses traçaram em um mapa as regiões que queriam conservar para si, e foram elas “desde as margens das terras do Labrador, a leste até a costa do continente em direção a oeste” e posteriormente a coroa inglesa fez o mesmo. As negociações foram até 1713, até que iniciaram as negociações com a coroa de Portugal. Na concepção dos portugueses, as terras que estavam no Cabo Verde, assim como as localizadas no espaço entre Amazonas e o rio de Vicente Pinzón, eram terras exclusivamente portuguesas. Os portugueses entediam que, aos franceses deveriam ser atribuídos os territórios ao norte do Oiapoque. Porém, nesse período, a cartografia sofreu com algumas dificuldades, pois os mapas variavam de acordo com a autoria, isso em muito dificultava as negociações por territórios na América.
O desenvolvimento de tecnologias, como a cartografia, era muito importante para o reconhecimento e exploração dos territórios conquistados pelos impérios em expansão, além de formar estratégias de batalhas que necessitavam de mapas precisos e viagens náuticas. Para a confecção de mapas para a guerra era necessário um especialista chamado cosmógrafo-mor, assim como engenheiros que produziriam as ferramentas necessárias para a navegação e para a parte militar. Estas tecnologias foram muito utilizadas e desenvolvidas pelos portugueses, principalmente após certo investimento de João V. A guerra, a geografia e a cartografia estavam completamente ligadas. Dois importantes nomes foram Dom Luís da Cunha, embaixador de Portugal, e D'Anville, considerado o primeiro geógrafo da Europa, este último que durante a Guerra de Sucessão Espanhola desenhou um mapa de operações militares portuguesas. Estes foram os responsáveis por refazer os limites das fronteiras dos territórios português e espanhol na América que não eram verdadeiramente obedecidos, como o Tratado de Tordesilhas, desde a Guerra da Sucessão. A definição das fronteiras no Tordesilhas não eram seguidas de forma homogênea pois os portugueses desbravavam e ocupavam cada vez mais o território, essa imprecisão do Meridiano de Tordesilhas gerava dúvidas sobre as fronteiras exatas entre o território português e espanhol. Dom Luís da Cunha foi um representante importante de Portugal em Madri na hora de renegociar as fronteiras entre as coroas, como por exemplo a Colônia de Sacramento que havia sido comprada dos espanhóis pelos portugueses. Todo esse processo de renegociar as fronteiras acabaria culminando no Tratado de Madri em 1750.
Quando Felipe V é reconhecido como rei da Espanha em Portugal, a Inglaterra toma seu primeiro movimento, com receio de uma aliança franco-portuguesa. A Inglaterra desfaz alguns acordos que possuía com Portugal e reafirma novos acordos que dariam a Portugal o direito sobre territórios que estavam nas fronteiras com os territórios espanhóis, como por exemplo a Colônia de Sacramento que se localizava na foz do Rio da Prata; esta sempre havia sido motivo de disputa entre espanhóis e portugueses. A elite portuguesa entra em conflito, que se espalha para o Conselho de Estado, onde parte se posicionaria a favor de franceses e ingleses. O embaixador Luís da Cunha era certamente um crítico dos acordos feitos com a Inglaterra e os privilégios que estes lhe concediam. Tal mudança no cenário político em Portugal atraiu a guerra para o império, na Europa, mas principalmente nos territórios que possuíam na América.
A Colônia de Sacramento pertencente aos domínios portugueses estava sob a mira dos espanhóis, que montaram um cerco a este território em 1704 com o intuito de dominá-lo fazendo com que seus moradores sofressem com a fome e se rendessem. A Espanha obtém sucesso na sua tentativa de conquista e ocupa a Colônia de Sacramento até ao fim da Guerra de Sucessão Espanhola, quando terá de devolver a Portugal, por decisão no Congresso de Utrecht, diversos territórios que haviam sido conquistados durante este período, assim como Portugal devolve à Espanha outros territórios.

## As negociações de paz e o Tratado de Utrecht

### Primeiras tentativas de restabelecer a paz
Ao fim de 1706, a hegemonia francesa havia sido quebrada, e as primeiras tentativas de paz começaram a se manifestar. As monarquias europeias estavam novamente equilibradas. A reivindicação dos Habsburgos aos territórios espanhóis na Itália e nos Países Baixos foram atendidas, os Países Baixos conseguiram desenvencilhar-se do domínio francês e a Inglaterra conseguiu manter sua supremacia no Mediterrâneo.
Em 1708 a França estava disposta a assinar um acordo de paz, embora as condições oferecidas pelos aliados fossem severas. A França concordou em reconhecer o Arquiduque Carlos como rei da Espanha, reconhecer a rainha Ana como legitima soberana da Inglaterra e deixar de apoiar o pretendente Jaime Stuart, desistir de reivindicar as colônias espanholas e abrir mão de todas as possessões austríacas capturadas e destruir a base naval francesa de Dunquerque. 
Uma única condição, porem, o rei francês se recusou a aceitar: não auxiliaria os aliados a expulsar o seu neto da Espanha. Nesse ponto interromperam-se as negociações e a guerra continuou. 
Em setembro de 1709 aconteceu a batalha de Malplaquet, vencida pelos aliados comandados pelo Duque de Marlborough, mas que custou a vida de mais de 40 mil combatentes, ambos os lados estavam horrorizados com a quantidade de mortos e mais uma vez se falou em paz. Dessa vez as condições impostas foram ainda mais severas. Vendo as perdas que a França sofria com a guerra, Luís XIV deu início a negociações de paz com os aliados. O rei Bourbon propôs uma nova partição do território, exigindo apenas que a França mantivesse o porto de Dunquerque e que Filipe V mantivesse os territórios de Nápoles, Sicília e Toscana, mas se recusou a ajudar os aliados a expulsar Filipe V da Espanha. Entretanto, a Inglaterra e a Áustria se recusaram a aceitar a paz nesses termos. Os dois países defendiam que “não haveria paz sem a Espanha”, que significava que essas duas coroas só aceitariam um tratado de paz se todos os domínios espanhóis fossem passados para Carlos III, filho do imperador Austríaco.
Em 1710 o partido Tory, adversário do general Marlborough, subiu ao poder na Inglaterra. O que comprometeu a participação da Inglaterra na guerra, visto que o povo inglês também se encontrava descontente com o numero de mortos no conflito. No ano seguinte faleceu o imperador austríaco e foi sucedido pelo Arquiduque Carlos, que se tornou Carlos VI do Sacro Império. Isso gerou uma crise entre os Aliados. Pois se continuassem com o seu objetivo, de por Carlos no trono da Espanha, iriam causar justamente aquilo que pretendiam evitar, que era a união da Espanha com outra potência europeia.  

Esses acontecimentos, mais uma vitória francesa na batalha de Denain em 1712, convenceram os aliados a serem mais realistas nas suas propostas de paz. 

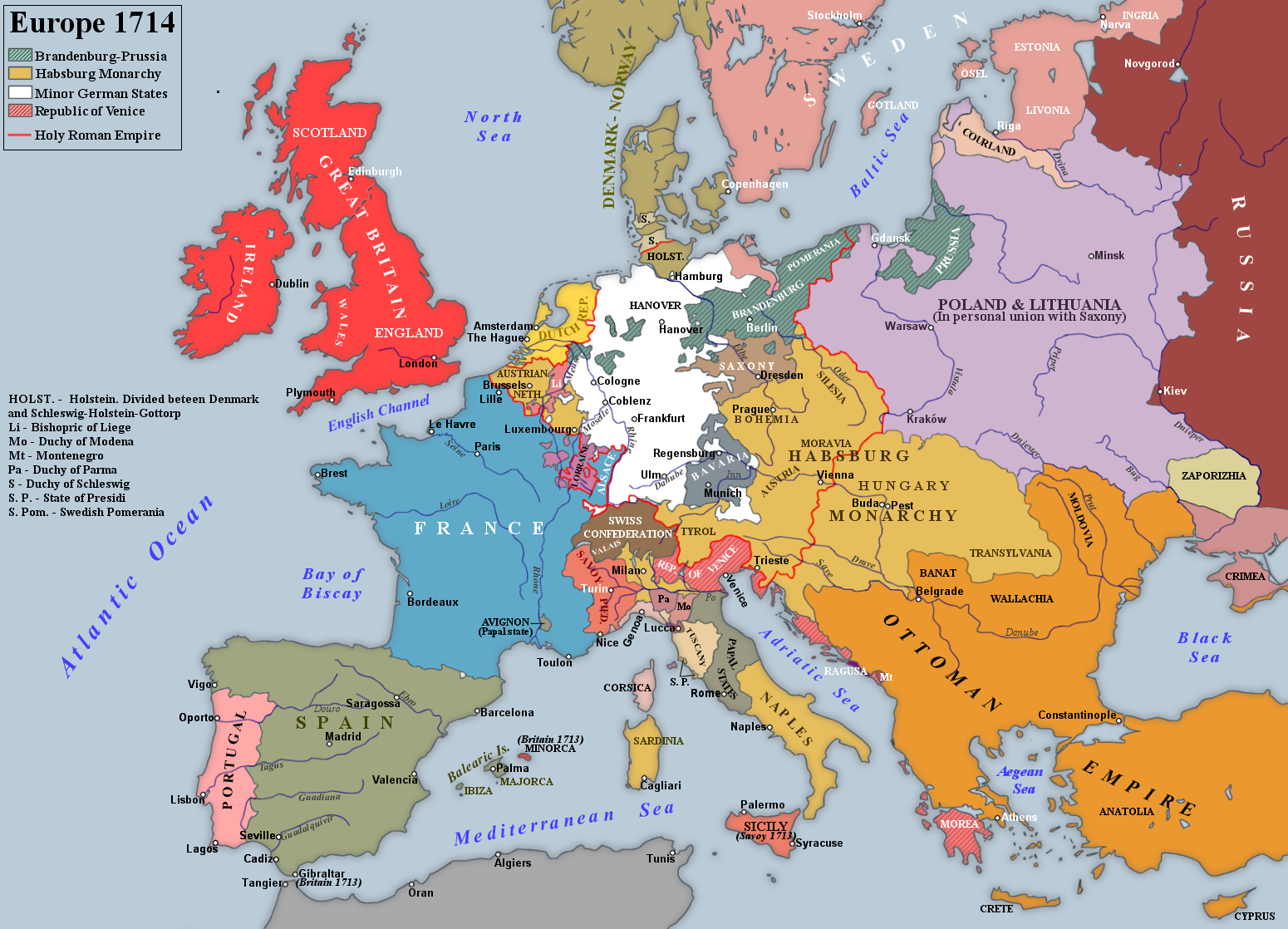
Mapa da Europa em 1714.

### Tratado de Utrecht
As ações efetivas para firmar a paz se deram em 1712, com um congresso situado em Utrecht entre as monarquias envolvidas na guerra. Após quinze meses de negociações, o resultado desse congresso se deu através do o Tratado de Utrecht de 1713. Entre os primeiros acordos conquistados nas negociações estava um acordo de cooperação mútua entre França e Inglaterra, que logo foi ampliado para envolver todos os países da Grande Aliança, exceto a Áustria que se recusou a aceitar os termos dessas primeiras negociações. Através desse tratado, foi definido que a França deveria reconhecer a legitimidade dos reis protestantes, desfazer o porto de Dunkerque, reconhecer como posse da Grã-Bretanha a Ilha de São Cristóvão, Terra Nova, Acádia e a baía de Hudson.
Um dos maiores impasses durante o Congresso de Utrecht se deu por conta da crise sucessória francesa. A morte de quatro membros da família real francesa fez com que Filipe V se tornasse o segundo na linha de sucessão. Se ele alcançasse o trono da França, estaria feita a hegemonia bourbônica na Europa, temida pelos aliados desde antes da guerra. Por conta disso, os aliados impuseram que Filipe V escolhesse entre abdicar do trono da Espanha ou renunciar a qualquer direito que ele poderia ter à sucessão do trono francês. Contrariando as expectativas dos demais monarcas, Filipe afirma que permaneceria no trono da Espanha.

Territórios cedidos pela Espanha através do acordos de paz entre 1713 e 1718.

As negociações de paz de Portugal com Espanha e França resultaram de um processo que durou cerca de três anos, chegando ao fim apenas 1713, com a França, e 1715, com a Espanha. O acordo entre Portugal e França tinha como objetivo restabelecer o domínio português sobre a região de Cabo Verde. Já com a Espanha, Portugal buscou recuperar seu controle sobre praças Albuquerque e Puebla e sobre a Colônia de Sacramento.
A paz assinada com Tratado de Utrecht só foi estabelecida de fato a partir de 1714. O Tratado de Utrecht possibilitou a paz entre a maioria dos países envolvidos na Guerra de Sucessão Espanhola, entretanto a Áustria só aceitou declarar a paz através do Tratado de Rastadt, assinado em 1714. Nesse tratado, foi estabelecido que Luís XIV devolveria à Áustria os territórios no Reno, enquanto a França receberia os territórios de Alsácia e Estrasburgo. Porém, foi só através do Tratado de Baden, também assinado pela Áustria e França em 1714, que os confrontos entre os dois países cessaram definitivamente, pondo fim à guerra.
Com as negociações feitas entre as monarquias para alcançar a paz, mapa europeu sofreu diversas alterações. O domínio da Sicília passou para a Saboia (cujo duque foi elevado ao título de rei através do Tratado de Utrecht), que em troca, cedeu os territórios da Sardenha para a Áustria. A Inglaterra manteve o domínio de Gibraltar, enquanto os Países Baixos asseguraram o controle de suas fronteiras. Maximiliano Emanuel voltou para a Baviera, com força política e militar extremamente reduzida. Felipe V foi reconhecido como rei da Espanha, e em troca, tanto o rei da França quanto o da Espanha aceitaram a imposição de que os bourbons da Espanha não teriam direito sobre o trono francês.
Os territórios coloniais na América também sofreram influência das negociações de Paz. Na América do Norte, a França reconheceu a Nova Escócia, a baía de Hudson e as ilhas de São Cristóvão e Terra Nova e Labrador como territórios da Inglaterra, isolando o território de Nova França entre os domínios britânicos.
Além disso, a Europa pós-guerra testemunhou a ascensão de uma nova potência continental: enquanto França, Espanha e Áustria, consideradas até então as maiores potências europeias, saíram da guerra bastante enfraquecidas, a Inglaterra se erguia como nova força hegemônica, sendo considerada como a verdadeira vencedora da guerra, com um poder comercial e militar que se manteve pelas próximas gerações.